# Cerkiew Ikony Matki Bożej „Wszystkich Strapionych Radość” w Niżnym Nowogrodzie
Cerkiew Ikony Matki Bożej „Wszystkich Strapionych Radość” – cerkiew prawosławna w Niżnym Nowogrodzie z końca XIX wieku. 
Pierwsza cerkiew pod tym wezwaniem pojawiła się na obecnym miejscu w końcu XVIII wieku. Była to świątynia szpitalna, zastąpiona w latach 20. kolejnego stulecia trwalszym budynkiem kamiennym. Prawdopodobnie cerkiew ta przestała istnieć przed 1844, kiedy na drugim piętrze szpitala urządzono prawosławną kaplicę dla chorych. Pod koniec wieku była ona już jednak w tak złym stanie technicznym, że postanowiono wznieść nową świątynię, dostępną zarówno dla pacjentów, jak i dla innych wiernych. Realizacja projektu stała się możliwa po złożeniu przez A. Gorbunową ofiary w wysokości 4000 rubli. Projekt cerkwi wykonał i kierował budową W. Briuchatow. Architektura obiektu naśladowała styl staroruski. Budynek został zbudowany w ciągu roku i poświęcony w 1896. Po zniszczeniach, jakie poniosła cerkiew w XX wieku, w 2005 miała miejsce jej rekonsekracja.